# Альпийский рог
Альпийский рог (альпийский горн, нем. Alphorn) — духовой инструмент басово-тенорового регистра, изготовляемый из дерева.
Инструмент, достигающий в длину 5 метров, способен издавать только звуки натурального звукоряда. Изготавливается из пихты. Дерево должно быть совершенно прямым, без сучьев, диаметром семь сантиметров с одного и три — с другого конца. По мере высыхания ствол начинают сверлить с комля, постепенно уменьшая диаметр отверстия. Раструб вырезается отдельно и приклеивается к верхней части. В прежние времена мундштук вместе с трубой составлял единое целое. На современных инструментах используются вставные мундштуки.
Звуковая гамма у рога примерно такая же, как у натуральной трубы. Звуки ясные и чистые, за исключением фа, которое звучит почти как фа-диез (11-я гармоника). Нота эта постоянно слышится в песнях йодлеров центральной Швейцарии. По мнению специалистов, именно от рога ведут своё начало знаменитое йодль-пение фальцетом и другие песни альпийских пастухов.
По большей части альпийские горны используются фольклорными коллективами, а также в различных шоу. Однако существует и небольшой репертуар академической музыки для альпийского горна — в частности, Пасторальная симфония для альпийского горна и струнных (1755) Леопольда Моцарта и Concertino rustico для альпийского горна и струнных (1977) Ференца Фаркаша, а также ряд сочинений швейцарских композиторов (в частности, Жана Детвилера и Карла Рютти), написанных для современных исполнителей — Йожефа Мольнара и Маттиаса Кофмеля.

## История альпийского рога
История инструмента теряется в глубине веков. В давние времена его сильным звуком предупреждали жителей долин об опасности, о приближении врагов подтверждение тому — красивая и печальная легенда о пастухе с альпийского луга Флимзерштайн в кантоне Граубюнден, в Восточной Швейцарии. Горы в этом районе отличаются особой крутизной. На отвесных скалах там и тут видны красноватые следы выхода окисей железа. Пастух стоял на высоком уступе скалы, близ местной крепости Бельмонт, и вдруг заметил большой отряд вооруженных воинов: явился давний враг жителей долины — соседний властелин, граф де Монфон. Пастух трубил в альпийский рог до тех пор, пока ворота крепости не захлопнулись. Но он трубил с такой силой, что лопнули легкие, и пастух замертво рухнул на скалу…
Протяжные мелодии альпийского рога милы и дороги жителям швейцарских гор. Под них играли свадьбы и веселились в праздники, сражались с врагами, хоронили близких.

## Выдающиеся горнисты
- Аркадий Шилклопер